# Rémi Lelandais
Pour les articles homonymes, voir Lelandais.
Rémi Lelandais, né le 27 août 2002 à Ambilly, est un coureur cycliste français, spécialiste du cyclo-cross.

## Biographie
En cyclo-cross, Rémi Lelandais réalise de belles performances en tant que junior (17/18 ans) lors de la saison 2019-2020. Il devient notamment vice-champion national. Il monte également deux fois sur le podium d'une Coupe du monde : troisième à Namur et deuxième à Nommay derrière Thibau Nys. Il  termine cinquième au classement final de la Coupe du monde cette année-là.
Lors de son passage chez les espoirs (moins de 23 ans), il signe un contrat avec la Cross Team Legendre, une équipe française entièrement dédiée au cyclo-cross. Il reste dans cette équipe pendant plus de trois ans, jusqu'à ce qu'elle cesse d'exister en août 2023. Au cours de son passage au sein de cette formation, il remporte notamment la Coupe de France espoirs en 2022. En juin 2023, il termine deuxième d'une étape du Tour du Pays de Montbéliard sur route.
Lors de la saison de cyclo-cross 2023-2024, sa dernière chez les espoirs, il remporte une manche de la Coupe de France élites à Albi et se classe deuxième du général final. Lors des championnats d'Europe de 2023, il devient champion d'Europe sur le relais mixte et remporte la médaille de bronze chez les espoirs. Avec l'équipe de France, il remporte également le titre mondial du relais mixte. Il termine également deuxième de deux manches de la Coupe du monde espoirs. En 2024, il rejoint l'équipe continentale Arkéa-B&B Hotels. En juillet, il gagne le classement de la montagne du Tour de l'Ain.
En juillet 2025, il gagne la première étape du Tour Alsace et s'empare provisoirement du maillot de leader du classement général de cette course.

## Palmarès en cyclo-cross
- 2019-2020
  - Canyon Cross Race juniors, Vittel
  - 2e du championnat de France de cyclo-cross juniors
  - 3e de la Coupe de France juniors
  - 5e de la Coupe du monde juniors
- 2020-2021
  - 9e de la Coupe du monde espoirs
- 2021-2022
  - Coupe de France espoirs #6, Bagnoles-de-l'Orne
  - 6e de la Coupe de France espoirs
- 2022-2023
  - Classement général de la Coupe de France espoirs
    - Coupe de France espoirs #2, Nommay
    - Coupe de France espoirs #5, Troyes

  - 3e du championnat de France de cyclo-cross espoirs
  - 8e du championnat d'Europe de cyclo-cross espoirs
- 2023-2024
  -  Champion du monde de cyclo-cross en relais mixte
  -  Champion d'Europe de cyclo-cross en relais mixte
  - Coupe de France #3, Albi
  - 2e du championnat de France de cyclo-cross espoirs
  -  Médaillé de bronze du championnat d'Europe de cyclo-cross espoirs
  - 3e de la Coupe de France
  - 4e de la Coupe du monde espoirs
  - 5e du championnat du monde de cyclo-cross espoirs
- 2024-2025
  - Cyclo-cross de Gernelle, Gernelle
  -  Médaillé d'argent du championnat d'Europe de cyclo-cross en relais mixte

## Palmarès sur route
- 2025
  - 1re étape du Tour Alsace (contre-la-montre par équipes)

### Classements mondiaux
| Année                                 | 2023  |
| ------------------------------------- | ----- |
| Classement mondial                    | 2329e |
| UCI Europe Tour                       | 1404e |
|                                       |       |
| Légende : nc = non classéSource : UCI |       |